# Nemoria bifilata
Nemoria bifilata là một loài bướm đêm trong họ Geometridae.